# Ocyptamus peruvianus
Ocyptamus peruvianus är en tvåvingeart som först beskrevs av Shannon 1927.  Ocyptamus peruvianus ingår i släktet Ocyptamus och familjen blomflugor.
Artens utbredningsområde är Peru. Inga underarter finns listade i Catalogue of Life.